# Solus
Solus(과거 명칭: Evolve OS)는 x86-64 아키텍처용으로 독립적으로 개발된 운영 체제이며 리눅스 커널에 기반을 두며 데스크톱 환경으로서 직접 개발한 Budgie 데스크톱 환경, 그놈, MATE, KDE 플라스마를 선택할 수 있다. 패키지 관리자 eopkg는 Pardus 리눅스의 PiSi 패키지 관리 시스템에 기반을 두며, 준롤링 릴리스 모델을 따르며 새 패키지 업데이트는 금요일마다 안정판 저장소에서 가져온다. Solus 개발자들은 Solus가 개인용 컴퓨터 전용을 목적으로 개발된 것이며 기업이나 서버 환경에만 유용한 소프트웨어는 포함시키지 않을 것이라고 언급하였다.